# بهمن ۱۳۸۸
بهمن ۱۳۸۸، یازدهمین ماه سال ۱۳۸۸ هجری خورشیدی است.
آغاز آن پنج‌شنبه، ۱ بهمن برابر با ۲۱ ژانویه ۲۰۱۰ میلادی است.